# 高山佳奈子
高山 佳奈子（たかやま かなこ、1968年7月29日 - ）は、日本の刑法学者。京都大学教授。ハンブルク大学名誉博士。刑法総論の基礎理論、経済刑法、国際刑法を主な研究対象としている。法学修士（東京大学）。指導教官は山口厚。東京都世田谷区出身。

## 略歴
《主な出典：》
- 1991年（平成03年）：東京大学法学部第2類（公法コース）卒業
- 1993年（平成05年）：東京大学大学院法学政治学研究科修士課程修了
- 1993年（平成05年）：東京大学大学院法学政治学研究科助手
- 1996年（平成08年）：成城大学法学部専任講師
- 1998年（平成10年）：ケルン大学留学（2000年まで）
- 2000年（平成12年）：成城大学法学部助教授
- 2002年（平成14年）：京都大学大学院法学研究科助教授
- 2005年（平成17年）：京都大学大学院法学研究科教授

京都大学職員組合の中央執行委員長を2012年度に務めた。2013年より日本フンボルト協会理事。

## 著作
- 『故意と違法性の意識』（有斐閣、1999年）
- 『共謀罪の何が問題か』（岩波ブックレット、2017年）

### 共編著
- 『ケースブック刑法』 中森喜彦、岩間康夫、塩見淳、小田直樹、橋田久、齋藤彰子、安田拓人共著 （有斐閣、1999年）
- 『法の同化：その基礎、方法、内容――ドイツからの見方と日本からの見方』 カール・リーゼンフーバー（ドイツ語版）共編著 （de Gruyter、2006年）
- 『たのしい刑法 第2版』 島伸一編 山本輝之,只木誠, 大島良子共著 （弘文堂、2008年）
- 『セレクト六法』 笠井正俊,潮見佳男,洲崎博史,土井真一,中川丈久共編 （岩波書店、2008年）
- 『たのしい刑法II 各論』 島伸一編 山本輝之、只木誠、大島良子、足立友子、山本紘之共著 （弘文堂、2011年／第2版、2017年）
- 『たのしい刑法I 総論』 島伸一編 山本輝之、只木誠、大島良子共著 （弘文堂、2012年／第2版、2017年／第3版、2023年）
- 『Funktionen des Vertrages:deutsch-japanische Perspektiven』(ドイツ語) （ノモス社（英語版）、2013年）
- 『日中経済刑法の最新動向』 斉藤豊治、松宮孝明共編 （成文堂、2020年）
- 『新経済刑法入門 第3版』 斉藤豊治、浅田和茂、松宮孝明共編 （成文堂、2020年）

### 翻訳
- E・アラン・ファーンズワース（英語版）著 スティーブ・シェパード（英語版）編『アメリカ法への招待』笠井修共訳（勁草書房、2014年）

## 受賞
- 2006年：ドイツ連邦共和国功労勲章功労十字小綬章[7]
- 2018年 : フィリップ・フランツ・フォン・ジーボルト賞[8][9][10]
- 2020年 : オイゲン・ウント・イルゼ・ザイボルト賞[11][12]